# Jakutföld
Jakutföld (oroszul Якутия [Jakutyija]), hivatalos nevén Szaha Köztársaság (Республика Саха [Reszpublika Szaha],  helyi nyelven: Саха Өрөспүүбүлүкэтэ) az Oroszországi Föderáció egyik alkotórésze (alanya), a világ legnagyobb, önálló államisággal nem rendelkező közigazgatási egysége.

## Fekvése
Ázsia északi részén, Szibériában fekszik. Északi határa a Henrietta-sziget, szárazföldi részét északon a Laptyev- és a Kelet-szibériai-tenger, valamint a Jeges-tenger határolja. Ezek az északi földrész leghidegebb és legjegesebb tengerei, évente 9-10 hónapon keresztül jég borítja őket. Szárazföldi határai: Csukcsföld, Magadani terület, Habarovszki határterület, Amuri terület, Bajkálontúli határterület (volt Csitai terület), Irkutszki terület és a Krasznojarszki határterülethez tartozó volt Tajmiri (Dolgan-Nyenyec) autonóm körzet és Evenki autonóm körzet.
Területe: 3 103 200 km², ennek több mint kétötöde az északi sarkkörön túl található. Kiterjedése kelet-nyugati irányban 2500 km, észak-déli irányban 2000 km. Tengerpartjainak hossza 4500 km. Lakossága 949 248 fő, népsűrűsége 0,3 fő/km².
A köztársaság fővárosa Jakutszk, lakosainak száma: 210 000 fő. Moszkvától való távolsága: 8468 km.

## Földrajz, éghajlat
Jakutföld 3 időzónában helyezkedik el, a budapesti időhöz képest: +9, +10 és +11 óra az időeltolódás.
Területének kétharmad része fennsík, illetve hegy, a többi síkság.
Jakutföld majdnem teljes területe az örök fagy birodalmába tartozik, az állandóan fagyott talaj átlagos vastagsága 300–400 méter, de van, ahol 1500 méter. Jakutföldön fekszik a leghidegebb klímájú állandóan lakott település a Földön: Ojmjakon.
Az éghajlat kontinentális, hosszú tél és rövid nyár jellemzi. A hőmérséklet különbsége a leghidegebb januári hónap és a legmelegebb júliusi hónap között: 70–75 °C. A tél 6,5–9 hónapig is tarthat. A leghidegebb téli hőmérséklet a keleti hegyláncokban −67,8 °C is lehet. Az átlagos januári hőmérséklet: −50 °C, míg a júliusi +19 °C. Az évi átlagos csapadék mennyiség a középső részeken 200 mm. A rövid nyári hónapokat, a júniust és július, esetleg augusztust az állandó világosság jellemzi, míg a téli hónapokban sötétség van. 2012. január 25-én nyolcvan éve nem mért meleget jegyeztek fel itt, a hőmérséklet −10 °C-ra emelkedett, egy anticiklon miatt.
Jakutföldön sok nagy folyó és kisebb méretű, hegyi folyó található, melyek teljes hossza 2 000 000 km. Rendkívül sok a tó, számuk elérheti a 800 000-t is.
A legnagyobb folyó a Léna, 4400 km hosszú. Jakutföld területe négy földrajzi zónában helyezkedik el. Területének 80%-a tajga, a többi tundra, erdős tundra és sarki síkság. Az erdős terület 85%-át dauri vörösfenyő alkotja, de megtalálható itt a borovi fenyő, a cédrus, luc, nyírfa és nyárfa. Legkiterjedtebb hegyláncait a Verhojanszki-hegylánc alkotja, amely párhuzamosan fut a Léna folyóval, északon nagy körívet húzva az Ohotszki-tengertől a Laptyev-tengerig, valamint a Cserszkij-hegylánc, mely a Verhojanszki-hegylánctól keletre található. Itt található még a Kolima-hegyvidék, amely aranylelőhelyeiről nevezetes.

## Lakossága

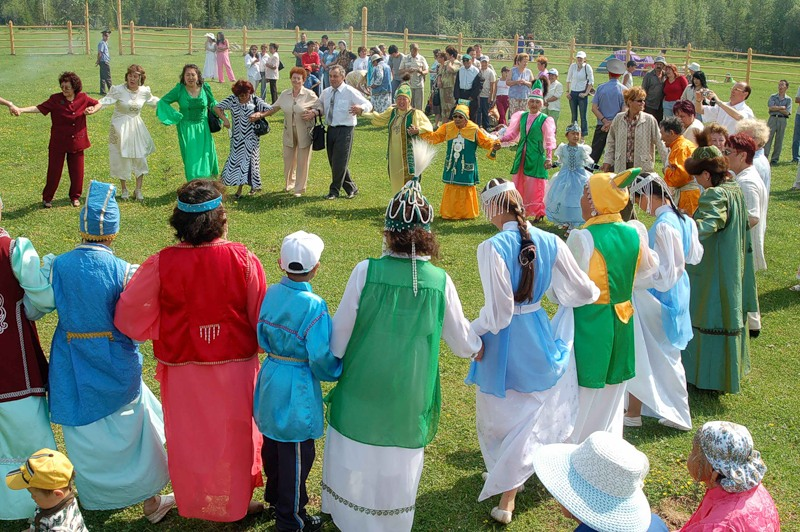

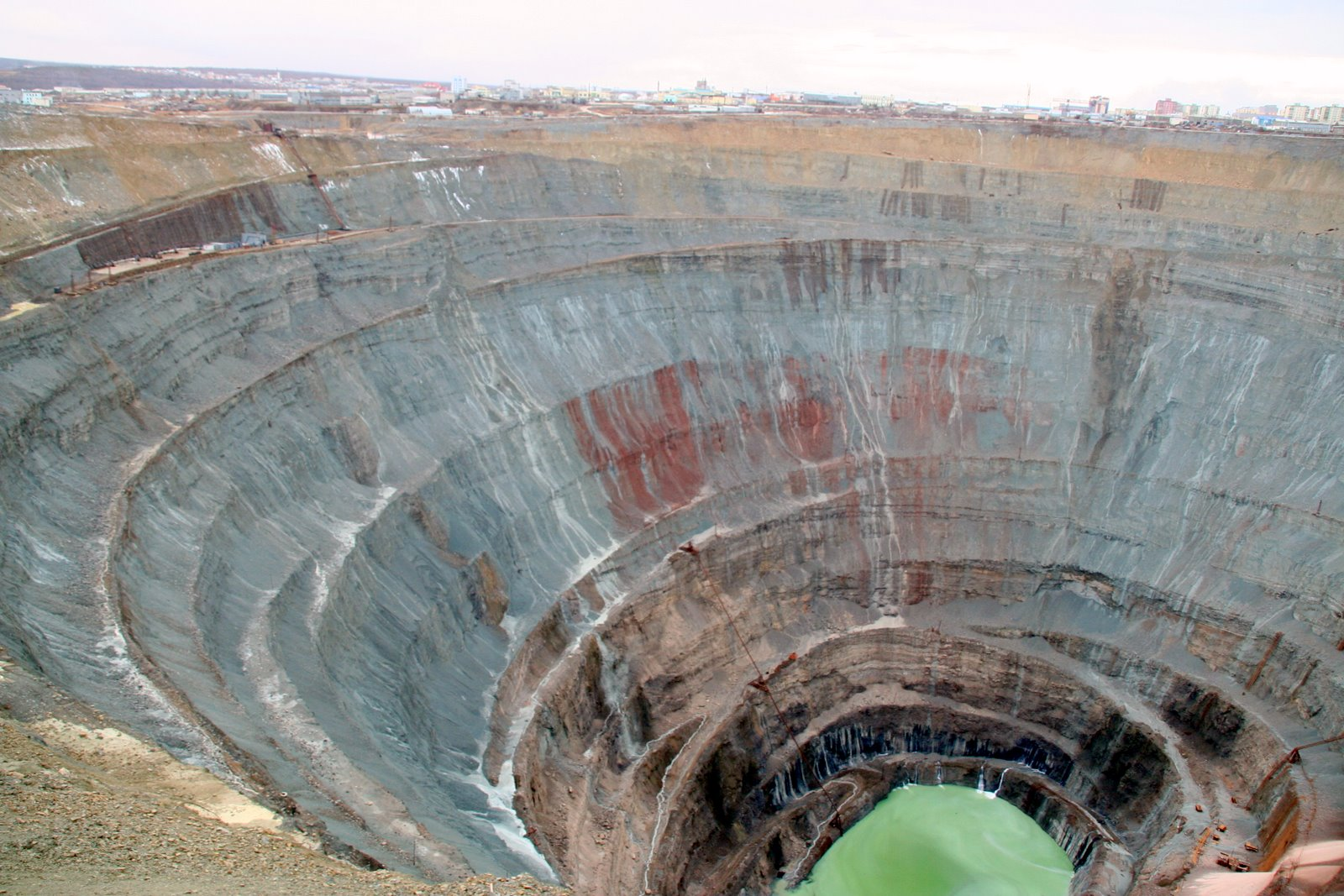
A „Mir” külszíni fejtésű, 525 méter mély kimberlit és gyémántbánya Mirnijben

A jakutok által beszélt szaha nyelv a török nyelvek családjába tartozik. Az idők folyamán erős mongol hatások érték, de megőrzött néhány paleoszibériai (szaha) nyelvi maradványt is.
Etnikai csoportok a 2002-es népszámlálás szerint:
| Etnikum    | Lakosságszám | Arány (%) |
| ---------- | ------------ | --------- |
| Jakut      | 432 290      | 45,54     |
| Orosz      | 390 617      | 41,15     |
| Ukrán      | 34 633       | 3,65      |
| Evenk      | 18 232       | 1,92      |
| Even       | 11 657       | 1,23      |
| Tatár      | 10 755       | 1,13      |
| Burját     | 7 266        | 0,77      |
| Fehérorosz | 4 236        | 0,45      |
| Örmény     | 2 764        | 0,29      |
| Baskír     | 2 355        | 0,25      |
| Azeri      | 2 293        | 0,24      |
| Német      | 2 283        | 0,24      |
| Mordován   | 2 255        | 0,24      |
| Mordovián  | 2 072        | 0,22      |
| Koreai     | 1 815        | 0,19      |
| Csuvas     | 1 700        | 0,18      |
| Kirgiz     | 1 454        | 0,15      |
| Dolgin     | 1 272        | 0,13      |
| Üzbég      | 1 272        | 0,13      |
| Tadzsik    | 1 105        | 0,12      |
| Jukagir    | 1 097        | 0,12      |
| Ingus      | 1 000        | 0,11      |

- Városi lakosság: 64,3%
- Falusi lakosság: 35,7%

A fenti etnikumok közül a csuvasok, jakutok és dolgánok, a gagauzokkal együtt, Oroszország török nyelvű keresztény (főleg ortodox és csekély mértékben protestáns) népeit alkotják.
1880-ban száműzöttként érkezett Jakutföldre a lengyel Wacław Sieroszewski, aki később a térség neves néprajztudósává vált. Fő műve a Tizenkét év a jakutok országában című mű, ami behatóan foglalkozott ezen népek szokásaival, életével.

### Települések

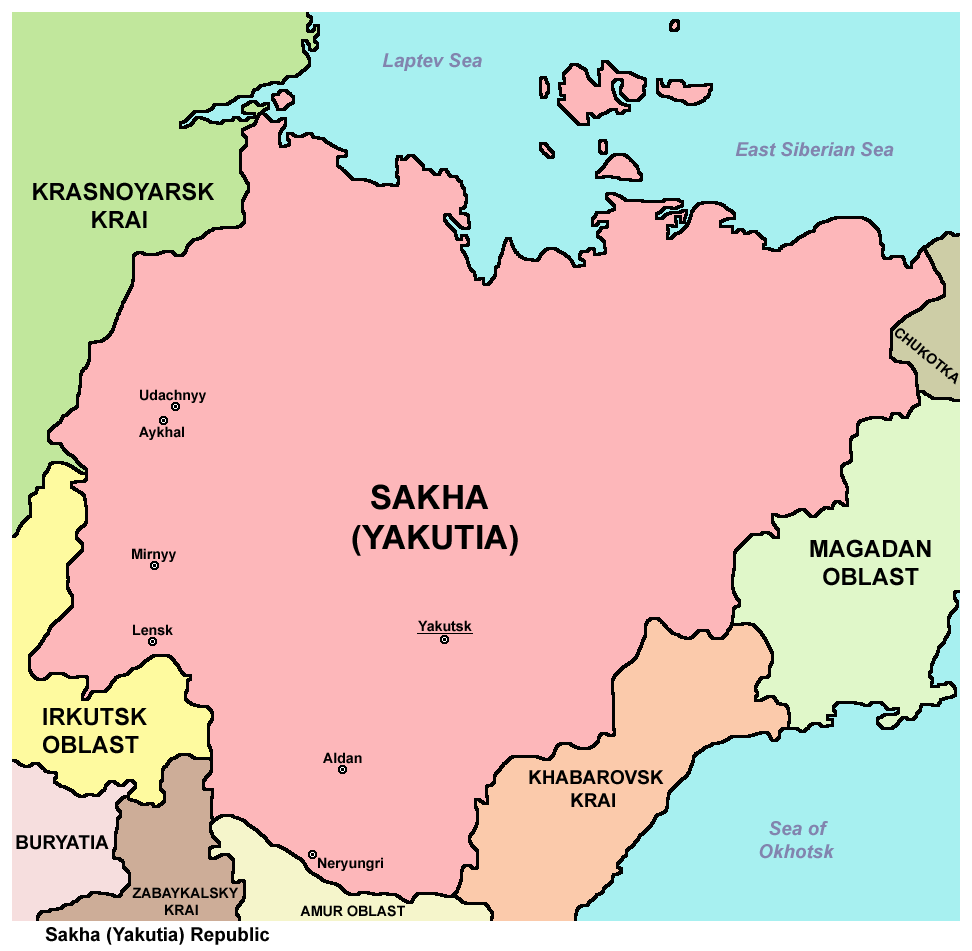

Jakutföldön (a 2010. évi népszámláláskor) 13 város, 42 városi jellegű település és 586 falusi település található, mely utóbbiak közül 39 lakatlan. A Jakutföldön található Verhojanszk Oroszország egyik legkisebb népességű városa. A városi jellegű települések száma 1987-ben még 67 volt, a Szovjetunió megszűnése óta azonban sokuk elvesztette e címét és faluvá alakult, Oroszország más területeihez hasonlóan, 3 viszont azóta városi címet kapott.
A 2010. évi népszámlálás adatai szerint Jakutföldön 64% a városi (városokban vagy városi jellegű településeken élő) népesség aránya. A legnagyobb falu népessége meghaladja a tízezer főt, és összesen 12-é éri el a háromezret, melyek együttesen a köztársaság lakosainak 8%-a számára nyújtanak otthont. A településhálózat döntő részét azonban a legfeljebb néhány száz lakosú aprófalvak alkotják.
Jakutföld városai a következők (2010. évi népességükkel):
- Jakutszk (269 601)
- Nyerjungri (61 747)
- Mirnij (37 188)
- Lenszk (24 966)
- Aldan (21 275)
- Udacsnij (12 613)
- Viljujszk (10 234)
- Nyurba (10 157)
- Pokrovszk (9495)
- Oljokminszk (9494)
- Tommot (8057)
- Szrednyekolimszk (3525)
- Verhojanszk (1311)

## Közigazgatás és önkormányzatok
Jakutföld (a 2010. évi népszámláláskor) közigazgatási szempontból 34 járásra oszlik, melyekre gyakran orosz nyelvű szövegekben is a jakut ulusz szót használják. A 13 város közül 5 (Jakutszk, Mirnij, Nyerjungri, Nyurba és Pokrovszk) köztársasági alárendeltségű, melyek így nem tartoznak egyik járáshoz sem. Jakutszk városához van beosztva Zsataj városi jellegű település és jelentős falusi terület is, így ezek sem tartoznak egyik járáshoz sem.
Az önkormányzatok területi beosztása nagyjából megegyezik a közigazgatási felosztással. A 34 járás mindegyikében járási önkormányzat működik, míg Jakutszk a hozzá beosztott falusi településekkel együtt a járásoktól független városi körzetet alkot, és külön városi körzetet alkot Zsataj is. (A városi körzeteknek egyszintű önkormányzata van, mely egyszerre gyakorolja a járási és a községi önkormányzati hatásköröket.) A közigazgatási beosztás szerint a járásoktól független Mirnij, Nyerjungri, Nyurba és Pokrovszk viszont nem alkotnak városi körzetet, hanem annak a járási önkormányzatnak vannak alárendelve, amelynek a székhelyei. A járásokhoz összesen 48 városi község – ezek székhelye egy város vagy városi jellegű település – és 361 falusi község tartozik. A köztársaság területén található 3 községközi terület is, melyek valamely járásnak a községekhez nem tartozó, ritkán lakott területei.
Közigazgatási szempontból tehát Jakutföld 34 járásra és 5 városra tagozódik, míg önkormányzati rendszerét 34 járási önkormányzat és 2 városi körzet, a járási önkormányzatoknak alárendelve pedig 48 városi és 361 falusi község alkotja.
A járások és székhelyeik:
- Abiji járás (Belaja Gora)
- Aldani járás (Aldan)
- Allaihai járás (Csokurdah)
- Amgai járás (Amga)
- Anabari járás illetve Anabari nemzetiségi (dolgan-evenki) önkormányzati járás (Szaszkilah)
- Buluni járás (Tyikszi)
- Csurapcsai járás (Csurapcsa)
- Even-bitantaji nemzetiségi járás (Batagaj-Alita)
- Gornij járás (Bergyigesztyah)
- Hangalasz járás (Pokrovszk)
- Kobjaji járás (Szangar)
- Lenszki járás (Lenszk)
- Megin-Kangalasz járás (Nyizsnyij Besztyah)
- Mirniji járás (Mirnij)
- Momai járás (Honuu)
- Namci járás (Namci)
- Nyerjungri járás (Nyerjungri)
- Nyizsnyekolimszki járás (Cserszkij)
- Nyurbai járás (Nyurba)
- Ojmjakoni járás (Uszty-Nyera)
- Olenyoki evenki nemzetiségi járás (Olenyok)
- Oljokminszki járás (Oljokminszk)
- Szrednyekolimszki járás (Szrednyekolimszk)
- Szuntari járás (Szuntar)
- Tattai járás (Itik-Kjujol)
- Tompói járás (Handiga)
- Uszty-aldani járás (Borogonci)
- Uszty-janszki járás (Gyeputatszkij)
- Uszty-majai járás (Uszty-Maja)
- Verhnyekolimszki járás (Zirjanka)
- Verhnyeviljujszki járás (Verhnyeviljujszk)
- Verhojanszki járás (Batagaj)
- Viljujszki járás (Viljujszk)
- Zsiganszki evenki nemzetiségi járás (Zsiganszk)

## Politikai vezetés
Jakutföld első számú vezetője (glava; a korábbi köztársaság elnöke cím megszűnt):
- Jegor Afanaszjevics Boriszov: 2010-től 2018. május 28-áig. Hivatali idejének lejárta előtt lemondott.
- Ajszen Szergejevics Nyikolajev: 2018. május 28-tól – Putyin elnök megbízottjaként a köztársaság vezetőjének feladatait ideiglenesen látta el. Megbízatása  a 2018. szeptemberben esedékes választásig szólt.[6] Kormányzónak megválasztva 2018. szeptember 9-én.[7]

## Nevezetességek

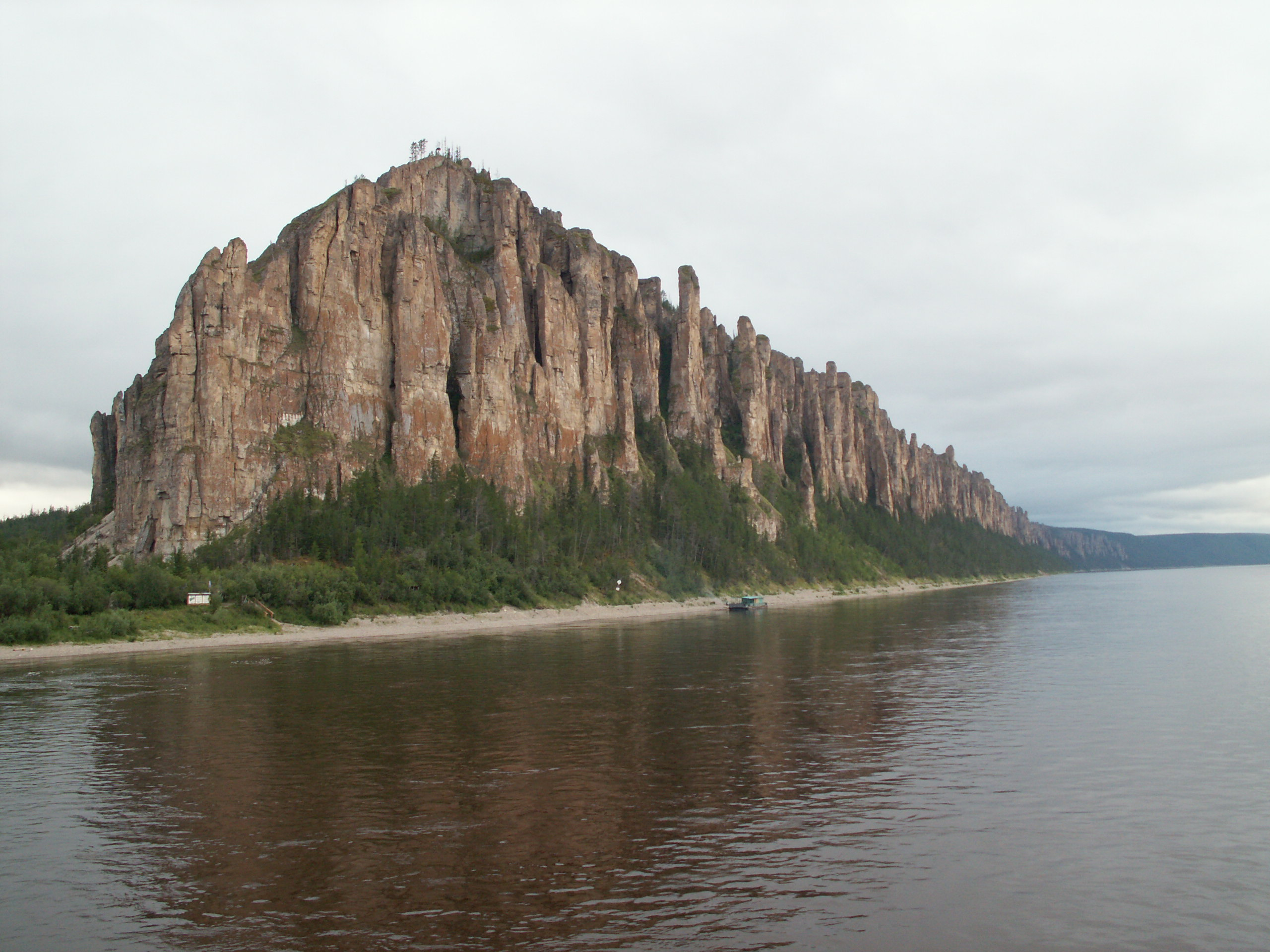
A lénai oszlopok Jakutföld természeti érdekessége

- A Lénai oszlopok a Léna középső szakasza mentén található sziklaoszlopok és a körülöttük kialakított natúrpark. A világörökség része.
- Ojmjakon, a leghidegebb klímájú állandóan lakott település a Földön